# Banu Gibson

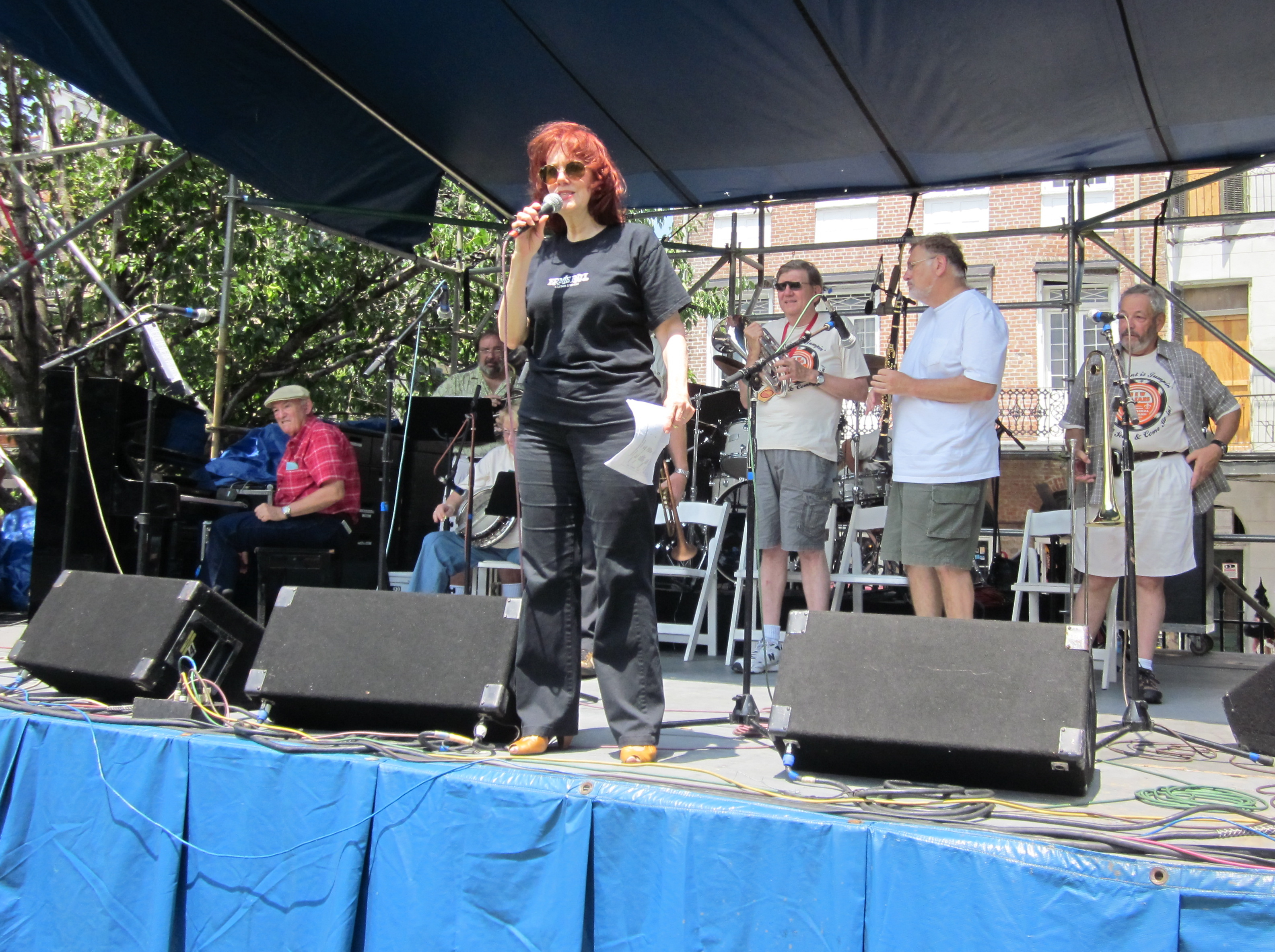
Banu Gibson (SatchmoFest 2010)

Banu Gibson (* 24. Oktober 1947 in Dayton, Ohio) ist eine amerikanische Sängerin des traditionellen Jazz.

## Leben und Wirken
Gibson wuchs in Hollywood (Florida) auf und konzentrierte sich in ihrer Kindheit und Jugend auf Ballettunterricht, erhielt aber auch Gesangsunterricht bei einer Opernsängerin. Ab 1967 trat sie zunächst in einem Nachtclub in Miami neben Phil Napoleon auf. Dann ging sie mit Your Father’s Mustache auf Tournee (1969–1972). Seit 1973 lebte sie in New Orleans, wo sie auch als Choreographin arbeitete. Daneben lernte sie Banjo. 1981 gründete sie ihr Sextett. Gibson tourte mit Wild Bill Davison, aber auch mit ihrem New Orleans Hot Jazz Orchestra durch Europa. Mit der World’s Greatest Jazz Band konzertierte sie in Japan. Dick Hyman holte sie nach New York City. Seit 1981 legte sie bisher (2017) 13 Alben unter eigenem Namen vor.

## Diskographische Hinweise
- By Myself (Swing Out 2017)
- Sings Johnny Mercer (Swing Out 2004)
- Banu Gibson & Bucky Pizzarelli Steppin’ Out (Swing Out 2002, mit Brian Ogilvie, Jon-Erik Kellso, Connie Jones, David Boeddinhaus, Bill Huntington, Jake Hanna)
- You Don’t Know My Mind (Swing Out 1990)[1]
- On Tour (Jazzology 1988)
- Banu Gibson & The New Orleans Hot Jazz Orchestra Jazz Baby (Stomp Off 1984)
- Sings More Johnny Mercer (Swing Out, 2005), mit Jon-Erik Kellso, Tom Fischer, Tom Maggiore, John Sheridan, Bill Huntington, Jeff Hamilton